# Renate Götschlová
Renate Götschlová
(* 6. srpna 1975, Judenburg, Štýrsko) je bývalá alpská lyžařka z Rakouska. Její specialitou byli sjezd, Super-G a obří slalom.
Je po Annemarie Moser-Pröll a Vreni Schneiderová třetí nejúspěšnější lyžařkou v historii světového poháru. Stala se trojnásobnou mistryní světa a dvojnásobnou olympijskou medailistkou.